# Francisco García Pavón
Francisco García Pavón (Tomelloso, Ciudad Real, 24 de setembre de 1919 - Madrid, 18 de març de 1989) va ser un escriptor i crític literari espanyol, famós per les seves novel·les policíaques protagonitzades per Plini, cap de la policia local de Tomelloso.

## Biografia
Doctor en Filosofia i Lletres per la Universitat de Madrid amb una tesi sobre Leopoldo Alas Clarín com a narrador. Mentre feia les pràctiques de la milícia universitària a Oviedo, va escriure la seva primera novel·la, Cerca de Oviedo, que va quedar finalista del Premi Nadal l'any 1945, (un any després que el guanyés Carmen Laforet amb Nada, qui precisament va animar a García Pavón a presentar-se al premi literari). 
Fou reconegut pel públic com a creador d'un peculiar personatge: el detectiu i Cap de la Policia Local de Tomelloso, Plinio; aquest, amb l'eficaç ajuda del seu "Watson" particular, (Don Lotario), veterinari del poble, resol eficaçment tota mena de casos que es presenten en la localitat manxega i voltants, des d'assassinats a robatoris de pernils. Enfoca el gènere conegut com a Novel·la policíaca com una barreja entre la novel·la negra amb elements costumistes i crítica social fins a on era possible en l'època. Això li dona ja que un particular lloc en la història de la novel·la negra espanyola.
Dins de la sèrie de Plinio destaquen: Relatos de Plinio; Vendimiario de Plinio; Las Hermanas Coloradas (1969), Premi Nadal, novel·la que tracta sobre l'ocultació d'un perseguit polític després de la Guerra Civil espanyola durant la postguerra; El rapto de las Sabinas, novel·la que va obtenir el Premi Nacional de la Crítica també en 1969; Voces de Ruidera; El reinado de Witiza, etc. Aquest personatge va arribar a ser molt popular després d'emetre's en 1971 una sèrie de televisió amb les seves aventures, protagonitzada per l'actor Antonio Casal.
Altres obres seves són Cerca de Oviedo (1945), primera de les seves novel·les i on es satiritza la vida en una ciutat provinciana. Va començar a recollir els seus relats en Cuentos de mamá (1952), Cuentos republicanos (1961), Los liberales (1965), Los nacionales (1977) i El tren que no conduce nadie (1979). En ells apareixen personatges, records i semblances de la seva vida. D'altra banda, La guerra de los dos mil años (1967) constitueix un acostament al gènere fantàstic i de ciència-ficció.
L'edifici de la Facultat de Lletres de Ciudad Real (Universitat de Castella-la Manxa) es diu Francisco García Pavón, igual que un institut d'educació secundària de Tomelloso.
L'Ajuntament de Tomelloso concedeix anualment el "Premi de Narrativa Francisco García Pavón".
És pare de l'escriptora Sonia García Soubriet (n. 1957).

## Obres

### Ficció

#### Novel·la
- Cerca de Oviedo (1945, Destino). Finalista de la II edición del Premi Nadal de 1945.

#### Llibres de relats
- Cuentos de mamá (1952, reeditat per Destino)
- Las campanas de Tirteafuera (1955, ediciones Puerta del Sol)
- Cuentos republicanos (1961, Taurus), 20 relats,  1a part de la trilogia sobre la Guerra Civil.
- Los liberales (1965, Destino)  2a part de la trilogia sobre la Guerra Civil.
- España en sus humoristas (1966)
- La guerra de los dos mil años (1967), 20 relats de gènere fantàstic i de ciència-ficció ("El reencuentro", "El cementerio capitoné", "El rodeo", "Las tres calles", "Donde empieza el otoño", "El avión en paz", "Un paseo por el campo", "El mundo transparente", "Los judíos", "La fiesta nacional", "Los andamios", "Tablado flamenco", "Coches para todo terreno", "El pecado", "Televisión del pasado", "El velorio", "El sueño cortado", "Palabras prohibidas", "El piso de las aceitunas" i "La cueva de Montesinos").
- Cuentos sueltos (1974)
- La cueva de Montesinos y otros relatos (1974), recopilatori.
- Confidencias 1916 (1976, Confederación Española de Cajas de Ahorros), X Concurs de Contes "Hucha de Oro".
- Los nacionales (1977)  3a part de la trilogia sobre la Guerra Civil.
- El tren que no conduce nadie (1979, Fundación de los Ferrocarriles Españoles), III Premi de Narracions Breus "Antonio Machado".
- Cuentos (1981)

#### Novel·les i relats amb el personatge de Plinio
Diverses de les seves novel·les, novel·les curtes i relats tenen a Plini com a protagonista; les més antigues ambientades a Madrid durant la dictadura de Primo de Rivera, les últimes a Tomelloso durant l'època franquista.

##### Obres ambientades aMadriddurant ladictadura de Primo de Rivera(1923-1930)
1. El Quaque (1953, revista Ateneo), relat (recollit en 1955 el volum Les campanes de Tirteafuera i en 1970 en Nuevas historias de Plinio).
2. Los carros vacíos (1965, Alfaguara), novel·la curta (recollida en 1970 en el volum Nuevas historias de Plinio).
3. Los jamones (1965, Destinació), relat (recollit en 1965 en el llibre de relats Los liberales i en 1970 en el volum Nuevas historias de Plinio).
4. Historias de Plinio (1968, Plaza & Janés), 2 novel·les curtes:
  - El Carnaval (1968), novel·la curta.
  - El charco de sangre (1968), novel·la curta.

##### Obres ambientades aTomellosodurant ladictadura de Francisco Franco(1939-1975)
1. El reinado de Witiza (1968, Destino), novel·la. Finalista del Premi Nadal de 1967.
2. El rapto de las Sabinas (1968, Destino), novel·la. Premi de la Crítica de narrativa de 1969.
3. Las Hermanas Coloradas (1969, Destino), novel·la. Premi Nadal de 1969.
4. Nuevas historias de Plinio (1970, Destino), 1 novel·la curta, 2 relats publicat anteriorment, i 5 relats inèdits:
  - novel·la curta ja publicada: "Los carros vacíos".
  - relats ja publicats: "El Quaque", "Los jamones".
  - relatos inèdits: "El huésped de la habitación número cinco", "El caso de la habitación soñada", "Echaron la tarde a muertos", "Las desilusiones de Plinio" i "Muerte y blancura de Baudelio Perona Cepeda".
5. Una semana de lluvia (1971, Destino), novel·la.
6. Vendimiario de Plinio (1972, Destino), novel·la.
7. Voces en Ruidera (1973, Destino), novel·la.
8. El último sábado (1974, Destino), 10 relats inèdits:
  - relats: "El último sábado", "Las fresas del Café Gijón", "Los sueños del hijo de Pito Solo", "Fecha exacta de la muerte de Polonio Torrijas", "Sospechas anulares de Plinio", "La esquela mortuoria", "Detalles sobre el suicidio de Arnaldo Panizo", "Un crimen verdaderamente perfecto", "Una tarde sin faena de Plinio y don Lotario" i "La bella comiente".
9. Otra vez domingo (1978, Sedmay), novel·la.
10. El caso mudo y otras historias de Plinio (1980, Alce), 1 relat inèdit, 1 novel·la curta i 7 relats publicats anteriorment.
  - relat inèdit: "El caso mudo".
  - novel·la curta ja publicada: "Los carros vacíos".
  - relats ja publicats: "El Quaque", "Los jamones", "El huésped de la habitación número cinco", "El caso de la habitación soñada", "Echaron la tarde a muertos", "Las desilusiones de Plinio" i "Muerte y blancura de Baudelio Perona Cepeda".
11. El hospital de los dormidos (1981, Cátedra), novel·la.
12. Cuentos de amor... vagamente (1985, Destino), 2 relats inèdits:
  - relatos: "Pan caliente y vino fuerte, mi muerte" i "El roncador".

#### Compilacions
- Plinio, casos célebres (2006, Destino), inclou 3 novel·les ("Las Hermanas Coloradas", "El reinado de Witiza" i "El rapto de las Sabinas") i un llibre de relats ("El último sábado").
- Plinio. Primeras novelas (2007, Rey Lear), inclou 3 novel·les ("Los carros vacíos", "El Carnaval" i "El charco de sangre").
- La cocina de Plinio (2009, Rey Lear), llibre de cuina amb receptes que apareixen a les seves obres (receptes del cuiner Miguel López Castanier, edició de Sonia García Soubriet i il·lustracions de Kim).
- Plinio. Todos los cuentos (2010, Rey Lear), inclou tots els seus relats.

### No ficció

#### Història
- Historia de Tomelloso: [1530-1936] (1955, Gráfica Sánchez; 3a edició revisada i ampliada en 1998 de Ediciones Soubriet)

#### Assajos
- Tres ensayos y una carta (1951, Imprenta El Santo Escapulario)
- La Mancha que vio Cervantes (1954-55, Cuadernos de Estudios Manchegos, nº VII)
- El paisaje en la poesía de Juan Alcaide
- Antología de cuentistas españoles contemporáneos (1939-1966) (1959, Gredos)
- Teatro social en España (1962, Taurus)
- Textos y escenarios (1971, Plaza & Janés)
- Ya no es ayer (1976, Destino)

#### Articles
- Nuevos artículos de costumbres (1972, Prensa Española)
- El jardín de las boinas (1980, editorial Latina)
- Mis páginas preferidas (1983, Gredos)